# 핵융합 발전

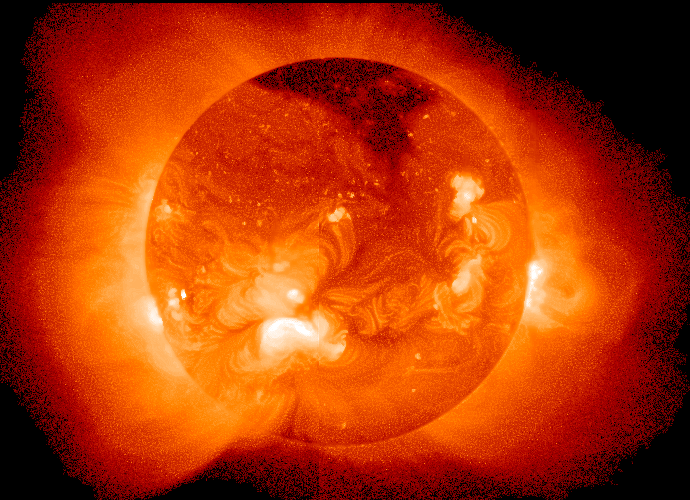
다른 항성처럼 태양은 자연 핵융합로이다.

핵융합 발전(核融合發電, 영어: fusion power)은 핵융합 반응시 발생하는 에너지를 이용해 전력을 생산하는 것을 말한다. 그리고 여기에 사용되는 원자로를 '핵융합로(nuclear fusion reactor)'라고 한다. 핵융합로는 전력생산 뿐만 아니라, 과학적 연구, 기술 개발 등을 목적으로 개발되고 있다. 핵융합은 태양에서 빛과 열 에너지를 만들어 내는 원리이며, 고온과 고압 환경 하에서 수소 원자핵들이 서로 융합하면서 발생하는 질량 결손이 에너지의 형태로 방출되는 것이다.
핵융합로를 활용한 핵반응은 여러 가지 형태가 있지만 그 중에서 가장 많은 에너지를 얻을 수 있는 D-T 반응이 주로 연구되고 있다. D-T 반응은 수소의 동위원소인 중수소와 삼중수소 원자를 연료로 하여 고온에서 두 원자를 반응시켜 헬륨의 생성과 함께 높은 에너지를 발생시킨다. D-T 반응으로 생산할 수 있는 에너지는 17.6MeV로, 이는 우라늄 235(U235)의 핵분열 시 발생하는 에너지 200MeV의 대략 1/10 수준이다. 하지만 소모되는 핵연료의 단위질량당 발생하는 에너지는 핵융합이 핵분열에 비해 7배 정도 더 높다. 일반적으로 전자를 포함한 화학반응에서 방출되는 에너지와 비교하면 대략 1,000,000배 정도 높다.
핵융합발전을 실현하려면 몇 가지 해결해야 할 문제가 있다. 먼저 핵융합발전에 필요한 원료인 중수소나 삼중수소를 확보하는 것인데, 이 원료들은 바닷물에서 무한정 구할 수 있다. 그 다음 문제가 되는 것은 수천°C의 온도로 가열해 만든 플라즈마 상태의 수소원자핵을 고주파를 이용해 1억°C 이상의 초고온 상태로 만드는 것이다. 두 개의 원자핵을 융합하려면 원자핵 사이에 존재하는 쿨롱힘(coulomb force)에 의한 반발력을 이겨낼 수 있는 환경이 조성되어야 하는데, 이를 위해서는 대략 108°C보다 높아야 중수소와 삼중수소가 플라즈마(plasma) 상태로 바뀌어 핵융합 반응이 자연적으로 발생하기 때문이다. 하지만 그렇게 높은 온도를 견디는 구조물 만들 수 있는 재료물질이 없다. 지구상의 물질 중 1억°C나 되는 온도를 견딜 수 있는 물질은 존재하지 않기 때문이다. 따라서 플라즈마가 자기적 성질을 띠는 점을 착안하여, 도넛 구조의 전자기물질을 통해 형성된 인공자기장에 플라즈마를 가두고 에너지를 생산하는 토카막(Tokamak) 실험장치가 개발되고 있다.
2017년 4월 현재 세계 36개국이 참가하여 공동으로 핵융합로의 실효성 및 경제성을 평가하기 위한 토카막 실험장치를 개발하는 ITER(국제핵융합실험로 International Thermonuclear Experimental Reactor) 프로젝트가 2006년부터 추진되어, 토카막 실증장치가 프랑스에 건설되고 있다. 2019년 완공되어 2027년부터 D-T 반응을 시도할 계획이다.
핵융합로의 상용화는 아직 개발해야 할 기술적 문제들이 많이 남아 있다. 특히 현재 핵분열을 이용한 1000MW급 경수로에 비해 경제성을 확보하기 어렵다는 지적도 있다. 그럼에도 핵융합로 개발과정에 부수적으로 개발되는 관련기술이 연관분야에 미치는 경제적 효과를 고려하면 충분히 경제성을 가진다는 의견도 있다.

## D-T 반응
2H + 3H → 4He + 1n ,    17.571 MeV
이와 같이 중수소(2H) 와 삼중수소(3H)가 핵융합 반응을 일으킨다.

## 인공 태양
인공 태양이란 태양이 빛을 내는 원리를 본 떠 에너지를 생산하는 핵융합 시설이다.

## 중화인민공화국의 인공 태양 소개
중국 정부 연구 기관인 중국 과학원 플라스마 물리연구소에서 핵융합 실험로인 이스트(EAST)를 이용해 1억 °C에 달하는 열을 내는 '인공 태양' 자체 실험을 성공하였다. 중국은 2017년 7월에 5천만°C 의 초고온 플라스마 상태를 101.2초간 유지한 바가 있는데, 1년여 만에 1억°C 온도를 달성하였다.

## 2019년도의 상황
‘HL-2M’ 토카막 (핵융합 장치)라고 불리는 이 인공 태양은 핵융합을 통해 실제 태양과 유사한 자연 반응을 재현하고 친환경 에너지를 제공하도록 설계되었다. 이 토카막 (핵융합 장치)은 6월에 설치가 시작돼 2020년부터 가동될 예정이다.

## 2020년도의 상황
중국이 태양 온도의 10배 수준에서 작동 가능한 핵융합 원자로 연구 설비 '인공 태양' 신형 모델 가동에 들어갔고, 그 결과 국영 원자력 발전 기업인 중국핵공업그룹(CNNC)은 쓰촨성 청두(成都)에서 중국 최대 규모의 핵융합 원자로 연구 설비 환류기 2호 M(HL-2M)을 가동에 성공하였다.

## 인공 태양의 장점과 문제점
장점: 현재의 원자력 발전보다 독성 폐기물을 덜 발생시켜 더 친환경적이고 저렴한 에너지를 제공할 수 있다.
문제점: 실제로 핵융합을 통해 에너지를 효율적으로 얻기에는 초고온 상태 유지 등의 기술적 제약을 해결해야 한다는 것이 문제점이 될 수 있다.